# Obrne
Obrne é um assentamento localizado no município de Bled na Eslovênia. Possuía uma população estimada de 66 habitantes em 2020.